# Санйо-Онода
Санйо-Онода (яп. 山陽小野田市, さんようおのだし, санйо-онода сі ) — місто в Японії, у південно-західній частині префектури Ямаґуті. Засноване 22 березня 2005 року шляхом злиття таких населених пунктів:
- міста Онода (小野田市);
- містечка Санйо (山陽町).

Санйо-Онода лежить на узбережжі Внутрішнього Японського моря. У нього впадають річки Аса і Аріхо, які протікають центром міста. 
Санйо-Онода відоме однією з найстаріших у Японії мануфактур з виготовлення цементу, що була споруджена 1883 року. Також місто знане як батьківщина Аокі Сюдзо, японського дипломата періоду Мейдзі.